# Gastromyzon ridens
Gastromyzon ridens är en fiskart som beskrevs av Roberts 1982. Gastromyzon ridens ingår i släktet Gastromyzon och familjen grönlingsfiskar. Inga underarter finns listade i Catalogue of Life.